# Teilchenzahlverhältnis
Das Teilchenzahlverhältnis (Formelzeichen: R) ist gemäß DIN 1310 eine physikalisch-chemische Größe zur quantitativen Beschreibung der Zusammensetzung von Stoffgemischen/Mischphasen, eine sogenannte Gehaltsgröße. Es gibt das Verhältnis der Teilchenzahlen zweier betrachteter Mischungskomponenten zueinander an.

## Definition und Eigenschaften
Das Teilchenzahlverhältnis {\displaystyle R_{ij}} ist definiert als Wert des Quotienten aus der Teilchenzahl {\displaystyle N_{i}} der einen betrachteten Mischungskomponente {\displaystyle i} und der Teilchenzahl {\displaystyle N_{j}} der anderen betrachteten Mischungskomponente {\displaystyle j}:
{\displaystyle R_{ij}={\frac {N_{i}}{N_{j}}}}
Zur Vermeidung von Unklarheiten bei der Angabe von Teilchenzahlverhältnissen sind Zählerkomponente und Nennerkomponente stets zu spezifizieren, z. B. durch die angegebene Indexschreibweise. Eine Vertauschung von Zähler- und Nennerkomponente führt zum Kehrwert {\displaystyle R_{ji}={\tfrac {1}{R_{ij}}}={\tfrac {N_{j}}{N_{i}}}}. In Multikomponentengemischen lassen sich entsprechend viele Teilchenzahlverhältnisse formulieren: bei insgesamt {\displaystyle Z} Komponenten {\displaystyle Z^{2}} Stück, wenn die jeweiligen Kehrwerte und triviale Teilchenzahlverhältnisse wie {\displaystyle R_{ii}={\tfrac {N_{i}}{N_{i}}}=1} mitzählen (Variation mit Wiederholung), ansonsten {\displaystyle {\tbinom {Z}{2}}} Stück (Kombination ohne Wiederholung).
Bei Lösungen als häufigem Fall chemischer Stoffgemische kann die Komponente {\displaystyle i} beispielsweise ein gelöster Stoff und {\displaystyle j} das Lösungsmittel oder auch ein weiterer gelöster Stoff sein. „Teilchen“ können stoffliche Elementarobjekte wie Atome, Moleküle, Ionen oder auch Formeleinheiten sein.
Als Quotient zweier Größen der Dimension Zahl ist das Teilchenzahlverhältnis selbst auch eine Größe der Dimension Zahl und kann Zahlenwerte ≥ 0 annehmen. Bei Nichtvorhandensein der Mischungskomponente {\displaystyle i} (also wenn {\displaystyle N_{i}=0}) ergibt sich der Minimalwert {\displaystyle R_{ij}=0}. Bei Nichtvorhandensein der Mischungskomponente {\displaystyle j} ({\displaystyle N_{j}=0}, wenn beispielsweise kein Gemisch, sondern ein Reinstoff {\displaystyle i} vorliegt) ist das Teilchenzahlverhältnis {\displaystyle R_{ij}} nicht definiert.

## Zusammenhänge mit anderen Gehaltsgrößen
Wegen der Proportionalität zwischen Teilchenzahl {\displaystyle N} und Stoffmenge {\displaystyle n} (Bezug auf die gleiche Teilchenart vorausgesetzt; der Umrechnungsfaktor ist die Avogadro-Konstante {\displaystyle N_{\mathrm {A} }\approx 6{,}022\cdot 10^{23}\ \mathrm {mol} ^{-1}}) ist der Wert des Teilchenzahlverhältnisses {\displaystyle R_{ij}} gleich dem Wert des Stoffmengenverhältnisses {\displaystyle r_{ij}}:
{\displaystyle R_{ij}={\frac {N_{i}}{N_{j}}}={\frac {n_{i}\cdot N_{\mathrm {A} }}{n_{j}\cdot N_{\mathrm {A} }}}={\frac {n_{i}}{n_{j}}}=r_{ij}}
In der folgenden Tabelle sind die Beziehungen des Teilchenzahlverhältnisses {\displaystyle R_{ij}} mit den anderen in der DIN 1310 definierten Gehaltsgrößen in Form von Größengleichungen zusammengestellt. Dabei stehen {\displaystyle M_{i}} bzw. {\displaystyle M_{j}} für die jeweiligen molaren Massen, {\displaystyle \rho _{i}} bzw. {\displaystyle \rho _{j}} für die jeweiligen Dichten der Reinstoffe {\displaystyle i} bzw. {\displaystyle j} (bei gleichem Druck und gleicher Temperatur wie im Stoffgemisch).
|                           | Massen-…                                                                            | Stoffmengen-…                                 | Teilchenzahl-…                                | Volumen-… |
| ------------------------- | ----------------------------------------------------------------------------------- | --------------------------------------------- | --------------------------------------------- | --- |
| …-anteil                  | Massenanteil {\displaystyle w}                                                      | Stoffmengenanteil {\displaystyle x}           | Teilchenzahlanteil {\displaystyle X}          | Volumenanteil {\displaystyle \varphi }                                                                                      |
| …-anteil                  | {\displaystyle R_{ij}={\frac {w_{i}}{w_{j}}}\cdot {\frac {M_{j}}{M_{i}}}}           | {\displaystyle R_{ij}={\frac {x_{i}}{x_{j}}}} | {\displaystyle R_{ij}={\frac {X_{i}}{X_{j}}}} | {\displaystyle R_{ij}={\frac {\varphi _{i}}{\varphi _{j}}}\cdot {\frac {M_{j}}{M_{i}}}\cdot {\frac {\rho _{i}}{\rho _{j}}}} |
| …-konzentration           | Massenkonzentration {\displaystyle \beta }                                          | Stoffmengenkonzentration {\displaystyle c}    | Teilchenzahlkonzentration {\displaystyle C}   | Volumenkonzentration {\displaystyle \sigma }                                                                                |
| …-konzentration           | {\displaystyle R_{ij}={\frac {\beta _{i}}{\beta _{j}}}\cdot {\frac {M_{j}}{M_{i}}}} | {\displaystyle R_{ij}={\frac {c_{i}}{c_{j}}}} | {\displaystyle R_{ij}={\frac {C_{i}}{C_{j}}}} | {\displaystyle R_{ij}={\frac {\sigma _{i}}{\sigma _{j}}}\cdot {\frac {M_{j}}{M_{i}}}\cdot {\frac {\rho _{i}}{\rho _{j}}}}   |
| …-verhältnis              | Massenverhältnis {\displaystyle \zeta }                                             | Stoffmengenverhältnis {\displaystyle r}       | Teilchenzahlverhältnis {\displaystyle R}      | Volumenverhältnis {\displaystyle \psi }                                                                                     |
| …-verhältnis              | {\displaystyle R_{ij}=\zeta _{ij}\cdot {\frac {M_{j}}{M_{i}}}}                      | {\displaystyle R_{ij}=r_{ij}}                 | {\displaystyle R_{ij}}                        | {\displaystyle R_{ij}=\psi _{ij}\cdot {\frac {M_{j}}{M_{i}}}\cdot {\frac {\rho _{i}}{\rho _{j}}}}                           |
| Quotient Stoffmenge/Masse | Molalität {\displaystyle b}                                                         | Molalität {\displaystyle b}                   |                                               | |
| Quotient Stoffmenge/Masse | {\displaystyle R_{ij}=b_{i}\cdot M_{j}} (i = gelöster Stoff, j = Lösungsmittel)     |                                               |                                               | |
| Quotient Stoffmenge/Masse | spezifische Partialstoffmenge {\displaystyle q}                                     |                                               |                                               | |
| Quotient Stoffmenge/Masse | {\displaystyle R_{ij}={\frac {q_{i}}{q_{j}}}}                                       |                                               |                                               | |

Summiert man für alle Mischungskomponenten die Teilchenzahlverhältnisse {\displaystyle R_{zi}} zu einer fixen Mischungskomponente {\displaystyle i}, so erhält man den Kehrwert des Teilchenzahlanteils der fixen Mischungskomponente {\displaystyle i} (Stoffgemisch aus insgesamt {\displaystyle Z} Komponenten, Index {\displaystyle z} als allgemeiner Laufindex für die Summenbildung, Einbeziehung des trivialen Teilchenzahlverhältnisses {\displaystyle R_{ii}={\tfrac {N_{i}}{N_{i}}}=1} in die Summe):
{\displaystyle \sum _{z=1}^{Z}R_{zi}=\sum _{z=1}^{Z}{\frac {N_{z}}{N_{i}}}={\frac {1}{X_{i}}}}

## Beispiele

### Stickstoff und Sauerstoff in Luft
Luft als das Gasgemisch der Erdatmosphäre enthält die beiden Hauptkomponenten Stickstoff (Teilchen: N2-Moleküle) und Sauerstoff (Teilchen: O2-Moleküle). Bei näherungsweiser Betrachtung als ein Gemisch idealer Gase sind die üblicherweise tabellierten mittleren Volumenanteile der Einzelgase in trockener Luft auf Meereshöhe (N2: ca. 78,1 %; O2: ca. 20,9 %) den Stoffmengenanteilen gleichzusetzen. Damit ergibt sich für das Teilchenzahlverhältnis von Stickstoff zu Sauerstoff:
{\displaystyle R_{\mathrm {{N_{2}}/{O_{2}}} }={\frac {N_{\mathrm {N_{2}} }}{N_{\mathrm {O_{2}} }}}={\frac {x_{\mathrm {N_{2}} }}{x_{\mathrm {O_{2}} }}}\approx {\frac {78{,}1\ \%}{20{,}9\ \%}}\approx 3{,}74}
Luft enthält also rund viermal so viele N2-Moleküle wie O2-Moleküle.

### Verhältnisformeln chemischer Verbindungen
Gehaltsgrößen wie das Teilchenzahlverhältnis sind auch sinngemäß übertragbar, wenn es um die Rückführung einer chemischen Verbindung auf die beteiligten chemischen Elemente geht. Aus der Verhältnisformel lassen sich die Teilchenzahlverhältnisse der Atome der beteiligten chemischen Elemente in einer chemischen Verbindung direkt ablesen, für das Beispiel Essigsäure: Summenformel C2H4O2, Verhältnisformel CH2O {\displaystyle \Rightarrow R_{\mathrm {H/C} }=2,\ R_{\mathrm {O/C} }=1,\ R_{\mathrm {H/O} }=2}.